# 油页岩气
油页岩气是一种由油页岩高温热解得到的合成气。虽有时也被称作页岩气，但却有别于通常所指的产自页岩缝隙的天然页岩气。

## 组成
油页岩气没有确切的化学式，其具体组成取决于油页岩的种类和加工工艺。油页岩气典型组成是甲烷，氢气，一氧化碳，二氧化碳，氮气和各种烃类（例如乙烯），也会含有硫化氢和其他杂质。

## 应用
油页岩气可以作为天然气的替代品，在19世纪和20世纪初开始被用作照明气。20世纪20年代，塔林和塔尔圖的天然气加工厂开始生产油页岩气作为民用煤气。另外，油页岩气作为页岩油生产过程中的副产品，常被用作燃料气以提供油页岩热解所需的高温。